# Martine Smeets
Martine Smeets (født 5 maj 1990 i Geesteren, Holland) er en kvindelig håndboldspiller fra Holland som spiller venstre fløj for Molde HK og Hollands kvindehåndboldlandshold.